# Gérard de Nerval
Gérard de Nerval, pseudoniem van Gérard Labrunie, (Parijs, 22 mei 1808 - aldaar, 26 januari 1855) was een Franse dichter en schrijver.

## Biografie

### Jeugd
Gérard de Nerval was een zoon van de legerarts Étienne Labrunie en Marie-Antoinette Laurent, dochter van een linnenkoopman uit de rue Coquillière in Parijs. Hij werd geboren op 22 mei 1808, rond 20 uur, in Parijs, in de rue Saint-Martin nr. 96 (tegenwoordig nr. 168). Nadat hij op 23 mei gedoopt was in de kerk van Saint-Merri, werd hij enkele maanden later toevertrouwd aan een voedster in Loisy, in de buurt van Mortefontaine, in de Valois. Op 8 juni daaropvolgend nam zijn vader als adjunctlegerarts dienst in het Grande Armée van Napoleon, werd daar al snel bevorderd tot legerarts en op 22 december gedetacheerd bij het Rijnleger. Zijn moeder die haar man gevolgd was op Napoleons Russische veldtocht stierf op 29 november 1810 in Glogau in Silezië. Van 1808 tot 1814 wordt Gérard in Mortefontaine opgevoed door zijn oudoom van moederskant, Antoine Boucher, op het platteland van de Valois en daarna in Saint-Germain-en-Laye en Parijs. In het voorjaar van 1814 keert dokter Labrunie terug in de burgermaatschappij, vestigt zich als arts in Parijs en betrekt samen met zijn zoon een woning in de rue Saint-Martin 72, die regelmatig in een aantal van zijn novellen voorkomt.
In 1822 gaat hij naar het Lycée Charlemagne, waar Théophile Gautier een van zijn medeleerlingen is. Daar schrijft hij in de eerste klas (het schooljaar 1823 – 1824) zijn eerste als manuscript bewaarde veertig pagina’s lange dichtbundel: Poésies et Poèmes par Gérard L. 1824, die hij in 1852 aan Arsène Houssaye schenkt. Hij heeft dan al onder de naam Gérard L. een lofrede geschreven op Napoleon I: Napoléon ou la France guerrière, élégies nationales (Napoleon of het krijgshaftige Frankrijk, lofdichten van het volk), dat werd gepubliceerd door Pierre-Francois Ladvocat en in 1827 opnieuw werd uitgegeven door Touquet. Het jaar daarop schrijft hij onder het pseudoniem Beuglant' de Épîtres à Monsieur Duponchel. In juli 1826 waagt hij zich aan een satire naar aanleiding van het schandaal bij Académie Française, die bij een voordracht de voorkeur geeft aan Charles Brifaut boven Alphonse de Lamartine. Hij schrijft dan de Complainte sur l'immortalité de Monsieur Briffaut (Klaaglied over de onsterfelijkheid van de Heer Briffaut [spelfout van de schrijver]) en vervolgens een artikel in dezelfde geest: L'Académie ou les membres introuvables (De Academie of de onvindbare leden), wat de reden is dat hij in 1828 wordt afgewezen als deelnemer aan de wedstrijd van de Academie..
Op 28 november 1827, kondigt de Journal de la Librairie het verschijnen aan van zijn vertaling van de Faust die de titel draagt: Faust, tragédie de Goethe, traduite par Gérard (1828). Nerval is dan pas twintig, heeft een gebrekkige kennis van het Duits, maar zijn vertaling werd alom geprezen. Goethe schrijft hem zelfs persoonlijk “dat hij nog nooit zo goed is begrepen” en verkiest Nervals vertaling boven zijn eigen werk.

### Eerste stappen naar succes
Op 1 mei 1829 gaat Gérard, om zijn vader een plezier te doen, stage lopen voor een notariaatstudie. Hij doet dat echter met weinig enthousiasme, omdat hij wel wat anders heeft te doen. Als een fervente voorvechter van de romantiek, wordt hij uitgenodigd door Victor Hugo om ter ondersteuning als betaalde toejuicher aanwezig te zijn bij de uitvoering van Hugo’s beruchte toneelstuk Hernani. Een taak waaraan Gérard met zijn flamboyante rode vest gaarne gehoor geeft.
1830 is het jaar van de twee revoluties: de romantische revolutie waar Gérard aan deelneemt en de politieke revolutie van de Trois Glorieuses (de Drie Roemruchte Dagen, 27, 28 en 29 juli) waarbij hij slechts nieuwsgierige toeschouwer is. Voor politiek heeft hij geen belangstelling. Toch hebben de barricaden hem geïnspireerd tot een ellenlang gedicht: Le peuple, son nom, sa gloire, sa force, sa voix, sa vertu, son repos (Het volk, zijn naam, zijn roem, zijn stem, zijn deugd en zijn rust) dat in augustus 1830 gepubliceerd wordt in de Mercure de France van de XIXe eeuw[8]. Hij publiceert ook nog een pamflet: Nos adieux à la Chambre des Députés de l'an 1830 ou, Allez-vous-en vieux mandataires, par le Père Gérard, patriote de 1789, ancien décoré de la prise de la Bastille (Ons vaarwel aan de Kamer van Afgevaardigden van het jaar 1830 oftewel, Rot op oude gevolmachtigden, door Pater Gérard, patriot sinds 1789, oud-geridderde van de inname van de Bastille) en En avant, marche! gepubliceerd in het Le Cabinet de lecture op 4 maart 1831..
De twee belangrijkste dingen die Gérard zich heeft voorgenomen zijn een bloemlezing van de Duitse en een van de Franse dichtkunst, twee werken waarvoor hij heel veel documentatie nodig heeft, waarover hij kan beschikken dankzij Alexandre Dumas en Pierre-Sébastien Laurentie die ervoor zorgen dat hij een toegangsbewijs krijgt voor alle bibliotheken, zodat hij geen tijd meer hoeft te verliezen in de leeszaal van de bibliotheek. Hij heeft een enorme leeshonger, verdiept zich in de meest verschillende onderwerpen, zoals hij later in Aurelia schrijft:

“Mijn boeken, een merkwaardige verzameling over wetenschap uit alle tijden, over geschiedenis, reizen, godsdiensten, kabbala en astrologie, genoeg om de schimmen van Pico della Mirandola, Meursius en Nicolas van Cusa te vermaken — de hele Toren van Babel in tweehonderd banden, — alles had men voor mij bewaard! Reden om een gek wijs te maken; we moeten nog zien of het ook een wijs man gek kan maken.”

De eerste bloemlezing draagt de titel: De Duitse dichtkunst Klopstock, Schiller, Bürger en Goethe, voorafgegaan door een inleiding over de Duitse dichters, door M. Gérard. Het boek wordt met minder enthousiasme onthaald dan de Faust, waardoor de componist Hector Berlioz werd geïnspireerd tot zijn opera la Damnation de Faust, waarbij Nerval meewerkte aan het libretto.
De tweede bloemlezing is een Keuze uit de gedichten van Ronsard, Joachim du Bellay, Jean-Antoine de Baïf, Guillaume du Bartas en Jean-Baptiste Chassignet, met een voorwoord door M. Gérard .
Beide werken waren geen groot succes. In de herfst van 1830 riep Sainte-Beuve echter de Grote Kring (het letterkundig genootschap) bijeen om de overwinning van Victor Hugo te vieren; daar waren toen onder anderen lid van: Alfred de Vigny, Alfred de Musset, Charles Nodier Alexandre Dumas en Honoré de Balzac en hun bijeenkomsten vonden plaats in de Rue Notre-Dame-des-Champs, bij Hugo thuis of bij de schilder Eugène Devéria, broer van Achille Devéria. Die kring begon echter al uiteen te vallen. Tegelijkertijd ontstond echter een nieuwe kring, de Kleine Kring, waarvan de stuwende kracht de beeldhouwer Jean Bernard Duseigneur was. Deze ontving de leden in zijn atelier, dat hij ingericht had in een groentewinkel.
Dat is het moment waarop Nerval besluit toneelstukken te gaan schrijven in de stijl van Hugo. Twee van zijn werken krijgen een zeer goed onthaal in het Théâtre de l'Odéon : Le Prince des sots (De prins der dwazen) en Lara ou l'expiation (Lara of de Verzoening). Ze hebben niet evenveel succes, maar Gérard voegt dan aan zijn voornaam een schrijversnaam toe.
Hij wordt Gérard de Nerval, waarschijnlijk naar het Romeinse cognomen, nerva, “de taaie.”

### Eerste psychosen
Een van de kenmerken van de Kleine Kring is dat de leden zich zeer luidruchtig gedragen, zich te buiten gaan aan drank, grappen en grollen uithalen, woordspelletjes spelen en ongeregeldheden op straat veroorzaken. Het is naar aanleiding van een van die optredens van de groep dat een nachtpatrouille van de politie drie of vier Jonge Fransen arresteren, waaronder Nerval en Théophile Gautier. Tijdens zijn gevangenschap in de gevangenis van Sainte-Pélagie, schrijft Nerval een kort gedicht dat meteen verschijnt in Le Cabinet de lecture van 4 september 1831. Op 2 februari 1832 worden er opnieuw Jonge Fransen gearresteerd op beschuldiging van samenzwering en dit keer duurt hun straf veel langer.
Pas na zijn ontslag uit de gevangenis, op 2 april 1832, hoort hij het slechte nieuws: er is een cholera-epidemie uitgebroken. Zijn vader vraagt hem om hem in die drukke periode bij te staan en Gérard kan daar niet onderuit.[15]. In 1832 geeft hij toe aan het verzoek van zijn vader, maar tijdens de tweede epidemie in 1849 zoekt Gérard (die zich dan dus de Nerval noemt) zijn toevlucht bij Alexandre Dumas, waar hij Franz Liszt ontmoet. Vervolgens vertrekt hij naar Zwitserland.
Bij zijn terugkeer in 1833 stelde Nestor Roqueplan hem de kolommen van zijn tijdschrift, La Charte de 1830, ter beschikking. Een ander vriend (Édouard Georges) had hem echter voorgesteld om samen met hem een roman in afleveringen te schrijven, waarvan de handeling zich zou afspelen in het Bretagne van de boerenopstandelingen (de chouanen). Het snelle succes, dat in 1829 was behaald door de historische roman Les Chouans van Honoré de Balzac, deed Nerval echter aarzelen[16]. Toch gaf zijn verlangen om een bezoek te brengen aan de streek rond Vitré de doorslag en hij keerde terug met het verhaal: L'Auberge de Vitré dat hij later zou gebruiken in de proloog van zijn roman Le Marquis de Fayolle, die na de dood van Nerval in 1856 werd gepubliceerd door Édouard Georges, die de tekst omwerkte en voltooide.[17].
Op januari 1834, na de dood van zijn grootvader van moederskant, erfde hij ongeveer 30.000 francs. Buiten weten van zijn vader vertrok hij naar Italië en bezocht daar Florence, Rome en Napels. In 1835 nam hij zijn intrek in de Impasse du Doyenné bij Camille Rougier, waar regelmatig een grote groep romantici bijeenkwam; in mei van dat jaar werd de Monde dramatique opgericht, een luxueus uitgevoerd tijdschrift, waaraan hij zijn hele erfenis verkwistte en dat uiteindelijk, met grote schulden in 1836 verkocht werd. Nadat hij op die manier zijn debuut had gemaakt in de journalistiek, ging hij van juli tot september samen met Gautier op reis naar België. In december ondertekende hij voor het eerst een artikel van zijn hand in Le Figaro met “Gérard de Nerval.”.
Op 31 oktober 1837 werd de komische opera Piquillo opgevoerd op muziek van Monpou; ondanks de medewerking van Nerval, werd het libretto alleen ondertekend door Dumas; Jenny Colon speelde de hoofdrol.. Nerval werd hartstochtelijk verliefd op de actrice Jenny Colon die die liefde echter niet beantwoordde. Volgens sommige deskundigen zou hij haar verafgood hebben, zelfs nog na haar dood en zou zij de figuur van de verloren Moeder zijn, maar ook de ideale Vrouw, die in zijn kenmerkende syncretistische gedachtewereld overliepen in Maria, Isis, en de koningin van Sheba, die in de aandachtsgebieden van Nerval met elkaar wedijverden. In Aurelia schrijft hij:

“Ik richtte mijn gedachten weer op de eeuwige Isis, de heilige moeder en echtgenote; al mijn verlangens, al mijn gebeden smolten samen in die magische naam; ik voelde me herleven in haar en soms verscheen zij aan mij in de gedaante van de Venus uit de oudheid, soms ook met de gelaatstrekken van de Maagd van de christenen.”

Tijdens de zomer van 1838 reisde hij samen met Alexander Dumas door Duitsland om materiaal te verzamelen voor zijn toneelstuk Léo Burckart, de Magiër van Haarlem, een stuk dat door de censuur werd tegengehouden. Na de première op 10 april 1839 van de Alchemist, geschreven in samenwerking met Dumas, werd Léo Burckart ten slotte op 16 april toch opgevoerd in het theater van de la Porte Saint-Martin. In dezelfde tijd publiceerde hij Le Fort de Bitche (25-28 juni) in Le Messager en Les Deux rendez-vous (15-17 augustus) — dat later Corilla werd — in La Presse. Daarna reisde hij in november naar Wenen, waar hij in de Franse ambassade de pianiste Marie Pleyel ontmoette.
In maart 1840 teruggekeerd in Frankrijk, verving hij Gautier, die toen in Spanje verbleef, als schrijver van een feuilleton in La Presse. Na een derde editie van de Faust, aangevuld met een voorwoord, en het publiceren van fragmenten van de Tweede Faust in juli, vertrok hij in oktober naar België. Op 15 december vond in Brussel de première plaats van Piquillo, waar hij Jenny Colon en Marie Pleyel weer ontmoette.
Op 23 februari 1841 raakt hij voor het eerst in een psychotische toestand, waarbij hij verzorgd wordt in het huis van mevrouw Sainte-Colombe, in de Rue de Picpus. Op 1 maart publiceert Jules Janin in Journal des débats een necrologie van Nerval. Na een tweede crisis op 21 maart, wordt hij van maart tot november opgenomen in de kliniek van dokter Esprit Blanche, in Montmartre..
Op 22 december 1842, vertrekt Nerval naar het Midden-Oosten, en reist achtereenvolgens naar Alexandrië, Cairo, Beiroet, Constantinopel, Malta en Napels. Na zijn terugkomst in Parijs, eind 1843, publiceert hij in 1844 zijn eerste artikelen over zijn reis. In september en oktober vertrekt hij samen met Arsène Houssaye, directeur van L'Artiste, naar België en Nederland. De juni tot september 1845 vervangt hij Gautier, die zich dan in Algerije bevindt, bij La Presse'.
Zijn Voyage en Orient verscheen in 1851. In een brief aan dokter Blanche, gedateerd 22 oktober 1853, beweerde hij dat hij tijdens zijn reis door Syrië was ingewijd in de mysteriën van de druzen, waarbij hij graad van “Refit” had gekregen, een van de hoogste bij die broederschap. Zijn hele werk is sterk gekleurd door esoterie en symboliek, met name alchemie.
Tussen 1844 en 1847, reist Nerval naar België, en Nederland, en van daar naar Londen, waarover hij reisverslagen schrijft. In diezelfde tijd schrijft hij novellen en operalibretto’s en vertaalt daarnaast gedichten van zijn vriend Heinrich Heine (de bundel werd gedrukt in 1848). De laatste jaren van zijn leven brengt Nerval door in armoe en gewetensnood. Dat is de periode waarin hij zijn belangrijkste werken schrijft, die hij tot stand brengt op advies van dokter Blanche, om met zichzelf in het reine te komen: Les Filles du feu, en Aurélia ou le rêve et la vie (1853-1854).
Op 26 januari 1855, werd hij hangend aangetroffen aan de spijlen van een hek, dat de afsluiting van een riool vormde in de Rue de la Vieille-Lanterne, in de “meest smerige uithoek die hij had kunnen vinden” volgens de uitspraak van Baudelaire. Zijn vrienden brachten de veronderstelling in omloop van een moordaanslag door zwervers, tijdens een van zijn gebruikelijke wandelingen door ongunstig bekendstaande buurten, maar er is zonder twijfel sprake geweest van suïcide. Maar er blijft twijfel bestaan, want hij werd aangetroffen met zijn hoed op zijn hoofd, terwijl het aannemelijk is dat die afgevallen zou zijn door de worsteling die door de verstikking teweeg zou zijn gebracht.
Op hem vond men een brief waarin hij 300 francs vroeg, een bedrag dat volgens hem voldoende zou zijn om de winter door te komen. De rouwdienst vond plaats in de kathedraal Notre-Dame van Parijs, een godsdienstige plechtigheid die hem werd verleend ondanks zijn zelfmoord, die werd geweten aan zijn geestelijke toestand. Théophile Gautier en Arsène Houssaye betaalden voor hem de grafrechten op de begraafplaats Père-Lachaise.

## Latere invloed
De nadruk die Nerval had gelegd op het belang van dromen, had invloed op de surrealistische beweging, waarvan André Breton een van de initiatiefnemers was. In zijn opdracht aan Alexandre Dumas van Les filles du feu, vermeldt Nerval “de supernaturalistische droomtoestand” als de toestand waarin hij had verkeerd sinds hij de sonnetten uit de Chimères (De Hersenschimmen) schreef.
Marcel Proust en René Daumal zijn ook sterk beïnvloed door dat belangrijke werk.
Antonin Artaud zag in Nerval een zelfmoord van de maatschappij, die volgens hem “een duister pact had gesloten tegen Nervals geweten.”

## Trivia
- Toen hij beschuldigd werd van goddeloosheid, riep hij uit: “Ik geen religie? Ik heb er wel zeventien.”
- Onderaan een foto van hem, schreef Gérard de Nerval: “Ik ben de ander.”

## Werk

### Romans, novellen, verhalen
- La Main de gloire: histoire macaronique ou La Main enchantée (1832)
- Raoul Spifame, seigneur des Granges (1839), geromantiseerde biografie, later gepubliceerd in Les Illuminés
- Histoire véridique du canard[19] (1845)
- Scènes de la vie orientale (1846-1847)
- Le Marquis de Fayolle (1849), onvoltooide roman in afleveringen
- Le Diable rouge, almanach cabalistique pour 1850
- Les Confidences de Nicolas (1850), later gepubliceerd in Les Illuminés (kritische uitgave door Michel Brix, 2007)
- Les Nuits du Ramazan (1850)
- Les Faux Saulniers, histoire de l’abbé de Bucquoy (1851)
- Contes et facéties (1852)
- Voyage en Orient (1851)
- La Bohème galante (1852)
- Lorely, souvenirs d’Allemagne (1852)
- Les Illuminés (1852)
- Petits châteaux de Bohème (1853)
- Les Filles du feu : Angélique, Sylvie, Jenny, Isis, Émilie, Octavie, Pandora, Les Chimères (1854)
- Promenades et souvenirs (1854)
- Aurélia ou le rêve et la vie (1855)

### Poëzie
- Napoléon et la France guerrière, élégies nationales (1826)
- Napoléon et Talma, élégies nationales nouvelles (1826)
- L'académie ou les membres introuvables (1826), satirische komedie in dichtvorm
- Le Peuple (1830), ode
- Nos adieux à la Chambre des Députés of “allez-vous-en, vieux mandataires” (1831)
- Odelettes (1834), waaronder: Une allée du Luxembourg maar ook “Le réveil en voiture” (1832)
- Les Chimères (1854), vert. Paul Claes (1994)

### Toneelstukken
- Piquillo (1837), drama
- L'Alchimiste (1839), drama
- Léo Burckart (1839), drama (in samenwerking met Alexandre Dumas)
- Les Monténégrins (1849), drama
- Le Chariot d’enfant (1850), drama
- L'Imagier de Harlem (1852), drama

### Vertalingen
- Faust (1828)
- Poésies allemandes (Klopstock, Goethe…) (1830)

### Pamflet
- Histoire véridique du canard, in Monographie de la presse parisienne met Honoré de Balzac (1842),